# Tetrastichus juglansi
Tetrastichus juglansi är en stekelart som beskrevs av Yang 1996. Tetrastichus juglansi ingår i släktet Tetrastichus och familjen finglanssteklar. Inga underarter finns listade i Catalogue of Life.